# 가람 (가수)
가람(본명: 박현철, 1991년 6월 28일 ~ )은 대한민국의 뮤지컬배우이자 가수이다.

## 앨범
- 2010.06.17 Awake
- 2010.03.04 동경소년

## 출연 작품

### 예능
- 2010년 청춘불패 출연
- 2010년 복불복 시즌2 고정게스트
- 2010년 아이돌 유나이티드 출연
- 2024년 한문철의 블랙박스 리뷰 게스트

### 무대
| 연도      | 제목                        | 역할   | 비고 |
| --------- | --------------------------- | ------ | ---- |
| 2016      | 어차피 겪어야 될 사랑이야기 | 허동구 |      |
| 2016-2017 | 청춘예찬                    | 청년   |      |
| 2017      | 유리                        | 유형사 |      |
| 2018      | 투머치브로                  | 조대로 |      |
| 2020      | 은밀하게 위대하게           | 리해진 |      |